# Přírodní rezervace Sichote-Aliň
Přírodní rezervace Sichote-Aliň, rusky Сихотэ-Алинский заповедник, celým oficiálním jménem Сихотэ-Алинский государственный природный биосферный заповедник имени К. Г. Абрамова (Sichote-Aliňská státní přírodní biosférická rezervace K. G. Abramova) je biosférická rezervace v Přímořském kraji v Rusku. V současné době je rezervace nejvhodnějším místem k pozorování tygra ussurijského.
V roce 2001 byla oblast zařazena na seznam Světového dědictví UNESCO jako „území, které obsahuje nejdůležitější a nejvýznamnější přírodní biotopy klíčové pro zachování místní biologické rozmanitosti, včetně takových biotopů, kde se nachází ohrožené druhy rostlin a živočichů výjimečné světové hodnoty z hlediska vědy a ochrany přírody“ (kritérium x).

## Historie
Rezervace byla založena 10. 2. 1935 na ploše 1 milion hektarů (10 000 km²) s ochrannou zónou dalších 700 000 ha (7000 km²). Ředitelem byl ustanoven zoolog Konstantin Georgijevič Abramov, pod jehož vedením bylo odvedeno ohromné množství práce při ochraně a čištění rezervace od pytláků a lesozpracovatelských společností, byly také právně ustanoveny konkrétní hranice rezervace. V roce 1944 byla plocha rezervace rozšířena na 1,8 milionu hektarů, již bez ochranné zóny. V roce 1951, v době masivního rušení a zmenšování rezervací, však byla chráněná plocha zredukována na pouhých 100 000 hektarů. V roce 1961, na naléhání vědců, bylo území rezervace znovu rozšířeno na 310 000 hektarů. Dnešní rozloha hlavní části rezervace činí 397 400 hektarů (3974 km²), celková plocha pak 401 600 hektarů (4016 km²). Ochranné zóny zahrnují dalších 67 660 hektarů (676,6 km²). Od roku 2006 nese rezervace v oficiálním názvu jméno jednoho ze svých zakladatelů a prvního ředitele, K. G. Abramova.

## Poloha
Rezervace se nachází v centrální a východní části pohoří Sichote-Aliň, na území tří rajónů ruského Přímořského kraje.
Území rezervace se táhne od skalnatého pobřeží Japonského moře 93 km hluboko do vnitrozemí, přičemž zahrnuje jak západní, tak východní úbočí centrální části pohoří Sichote-Aliň. Do rezervace spadá i zhruba 2900 hektarů (29 km²) mořské plochy.

## Příroda
Na území rezervace bylo zdokumentováno 1149 druhů vyšších rostlin, 121 druhů mechorostů, 398 druhů lišejníků, 670 druhů řas, 537 druhů hub, 63 druhů savců, 342 druhů ptáků, 8 druhů plazů, 5 druhů obojživelníků, 32 druhů ryb, 334 druhů mořských bezobratlých a asi 3500 druhů hmyzu.
Květena rezervace má mandžusko-ochotský charakter s převahou mandžuských druhů. Fauna má rovněž smíšený charakter.
Typické živočišné druhy: tygr ussurijský (Panthera tigris ssp. altaica), kočka krátkouchá (Prionailurus bengalensis ssp. euptilurus), medvěd hnědý (Ursus arctos), medvěd ušatý (Ursus thibetanus), sobol asijský (Martes zibellina), charza žlutohrdlá (Martes flavigula), kolonok (Mustela sibirica), prase divoké (Sus scrofa), kabar pižmový (Moschus moschiferus), goral východní (Naemorhedus caudatus), jelen sika Dybowského (Cervus nippon hortulorum), srnec sibiřský (Capreolus pygargus), kormorán japonský (Phalacrocorax capillatus), morčák šupinatý (Mergus squamatus), kachnička mandarinská (Aix galericulata), sýkora babka (Poecile palustris), ořešník kropenatý (Nucifraga caryocatactes), brhlík lesní (Sitta europaea), jeřábek lesní (Bonasa bonasia), tetřívek sibiřský (Dendragapus falcipennis), výr Blakistonův (Bubo blakistoni), orlovec říční (Pandion haliaetus), orel horský (Spizaetus nipalensis), orel mořský (Haliaeetus albicilla), orel východní (Haliaeetus pelagicus), čáp černý (Ciconia nigra).

## Chráněné druhy živočichů

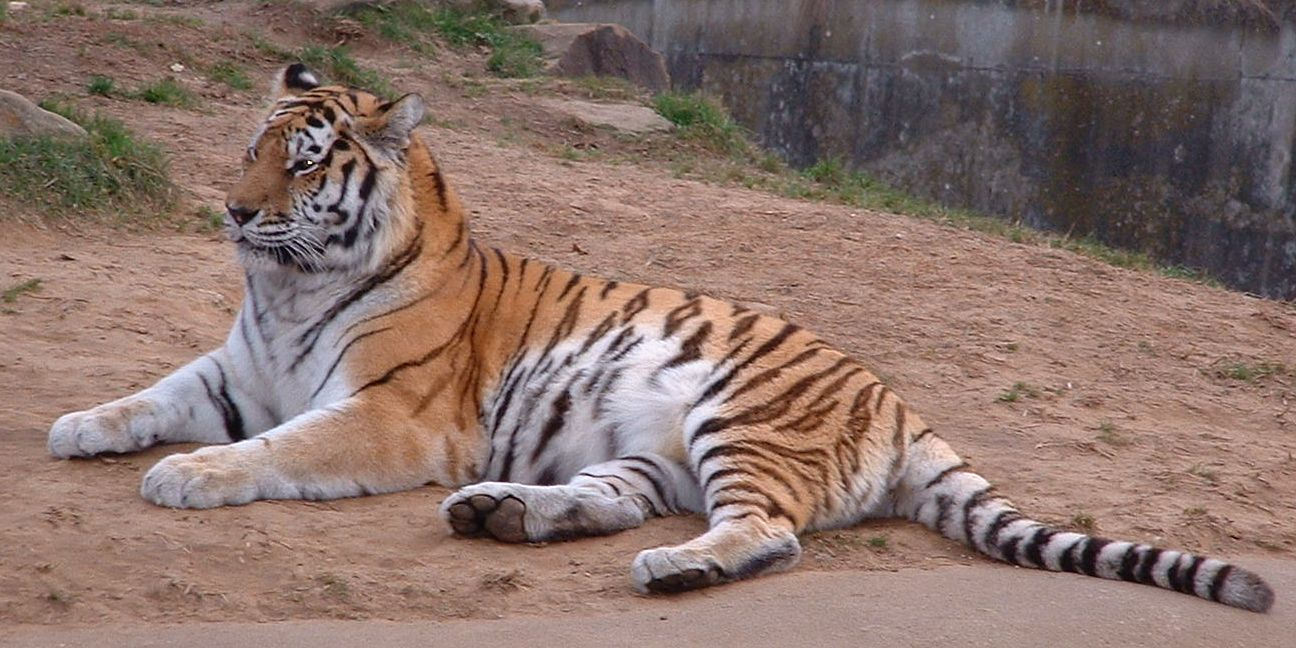
Tygr ussurijský

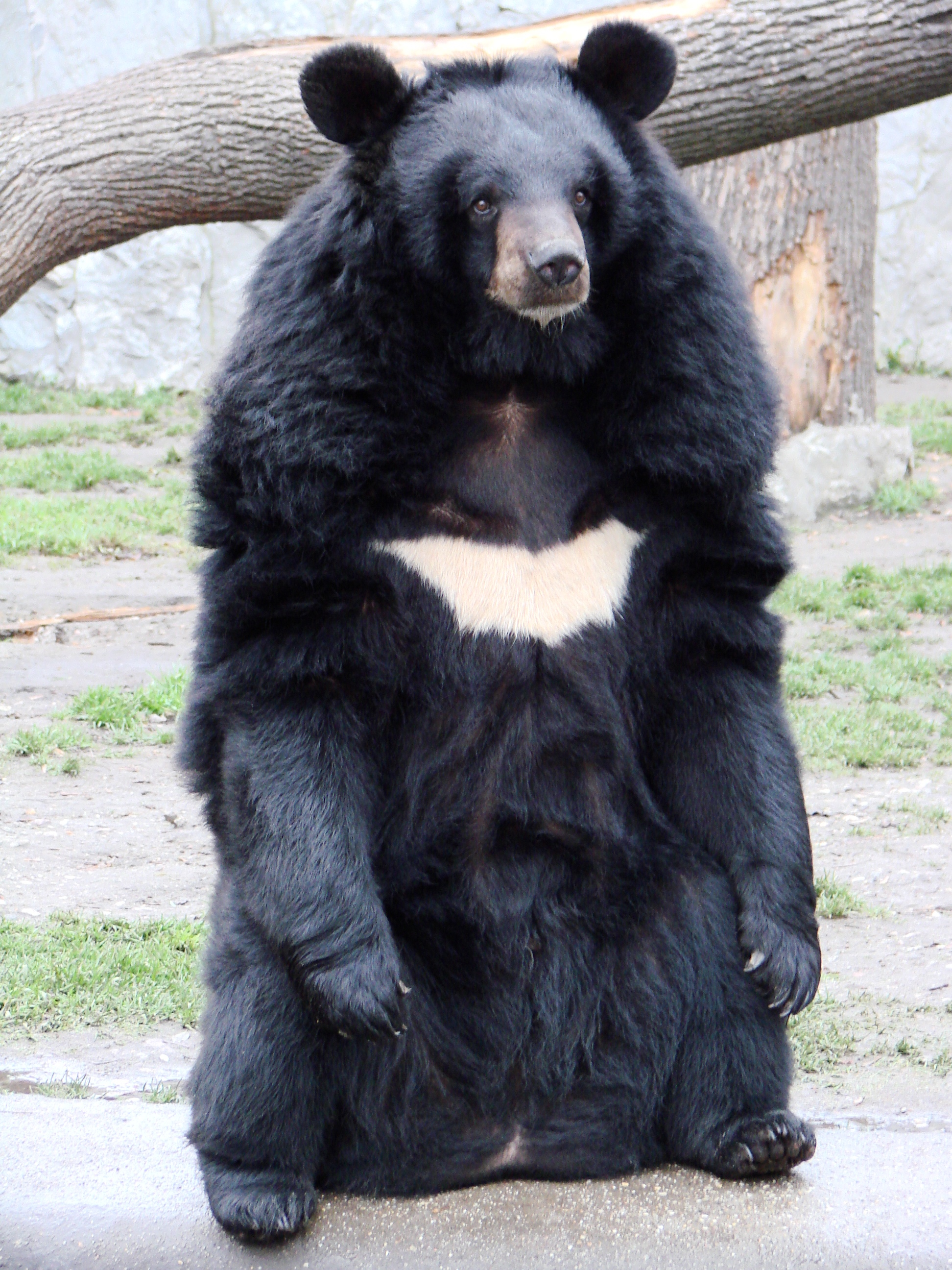
Medvěd ušatý

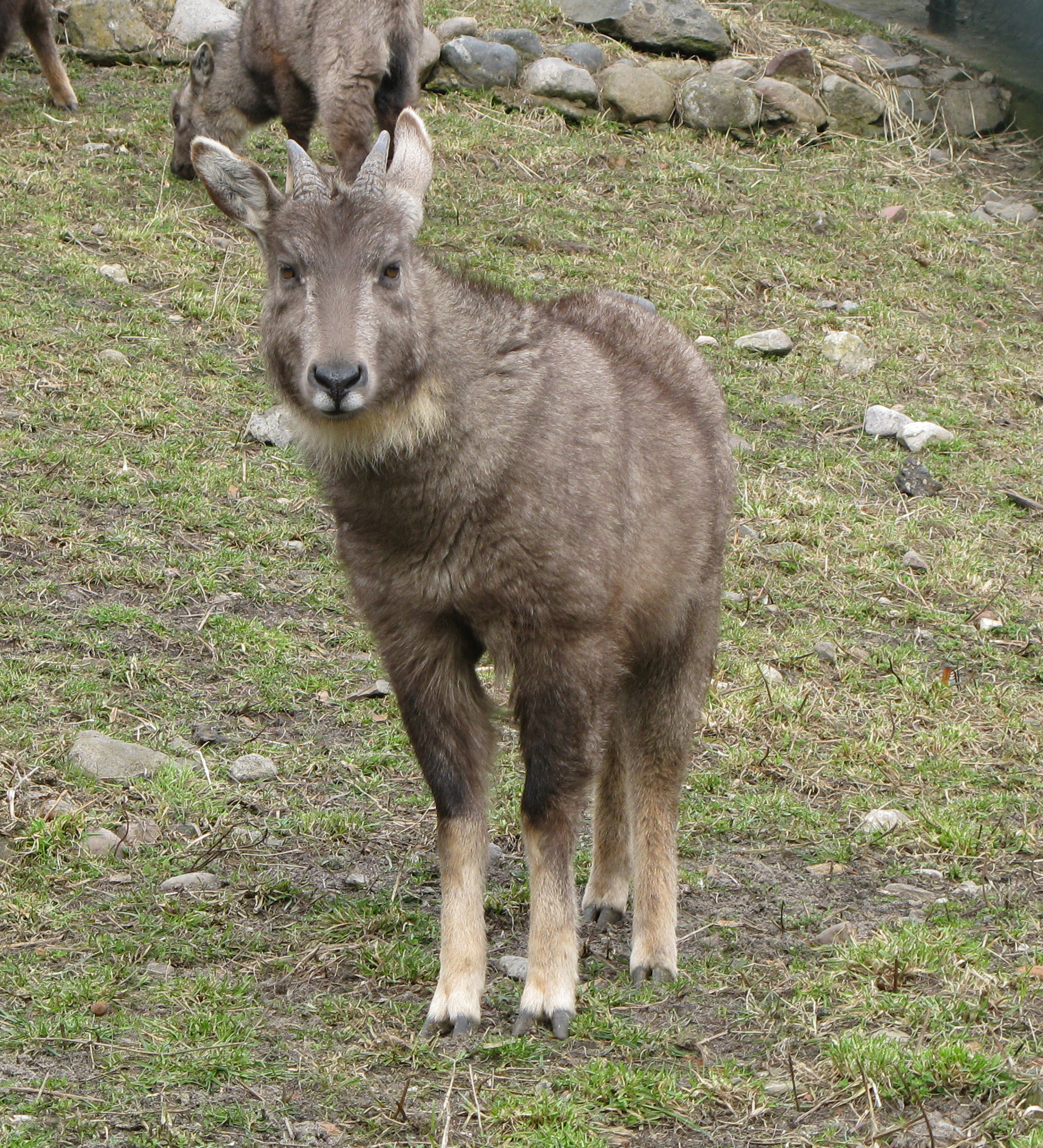
Goral východní

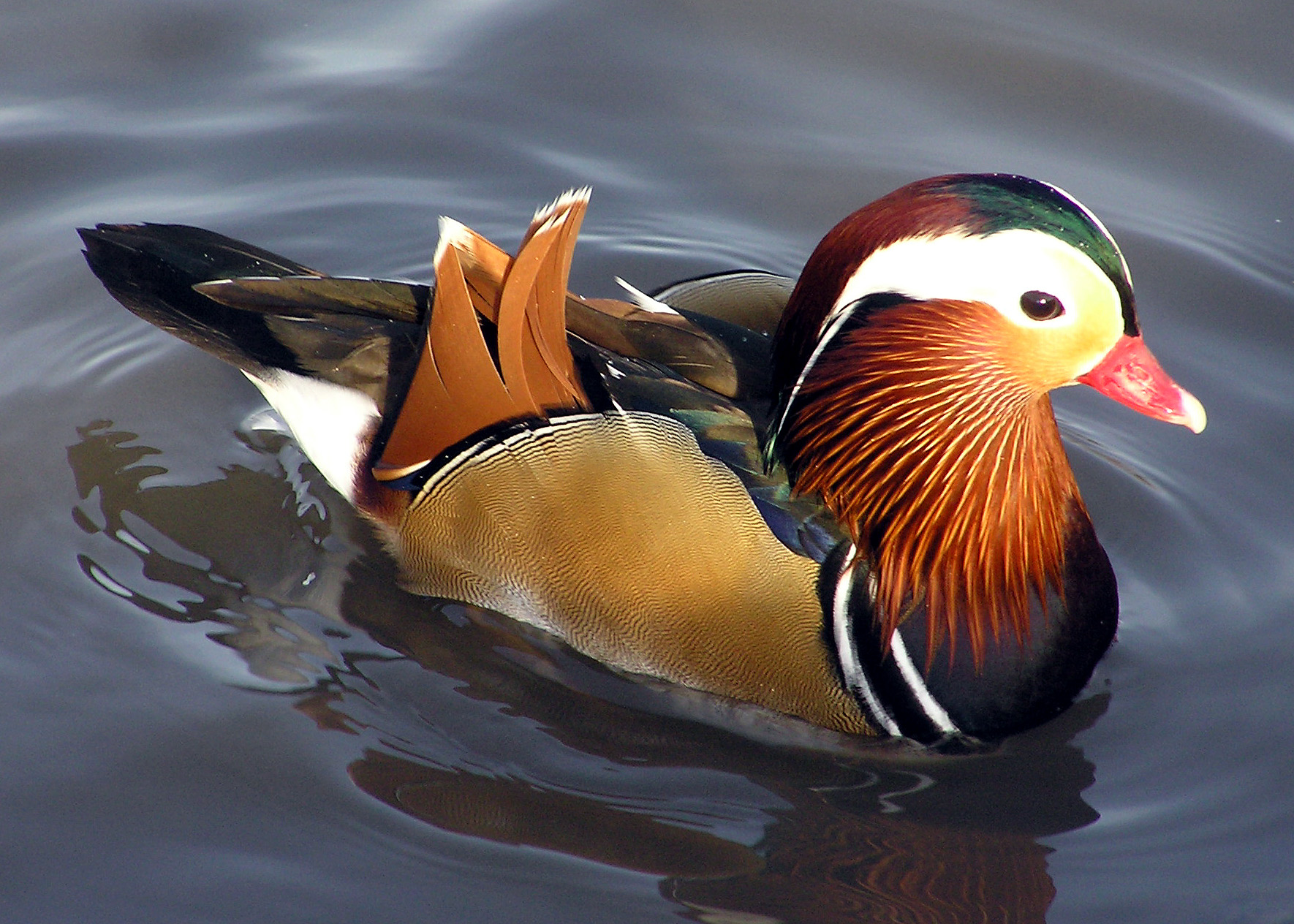
Kachnička mandarinská

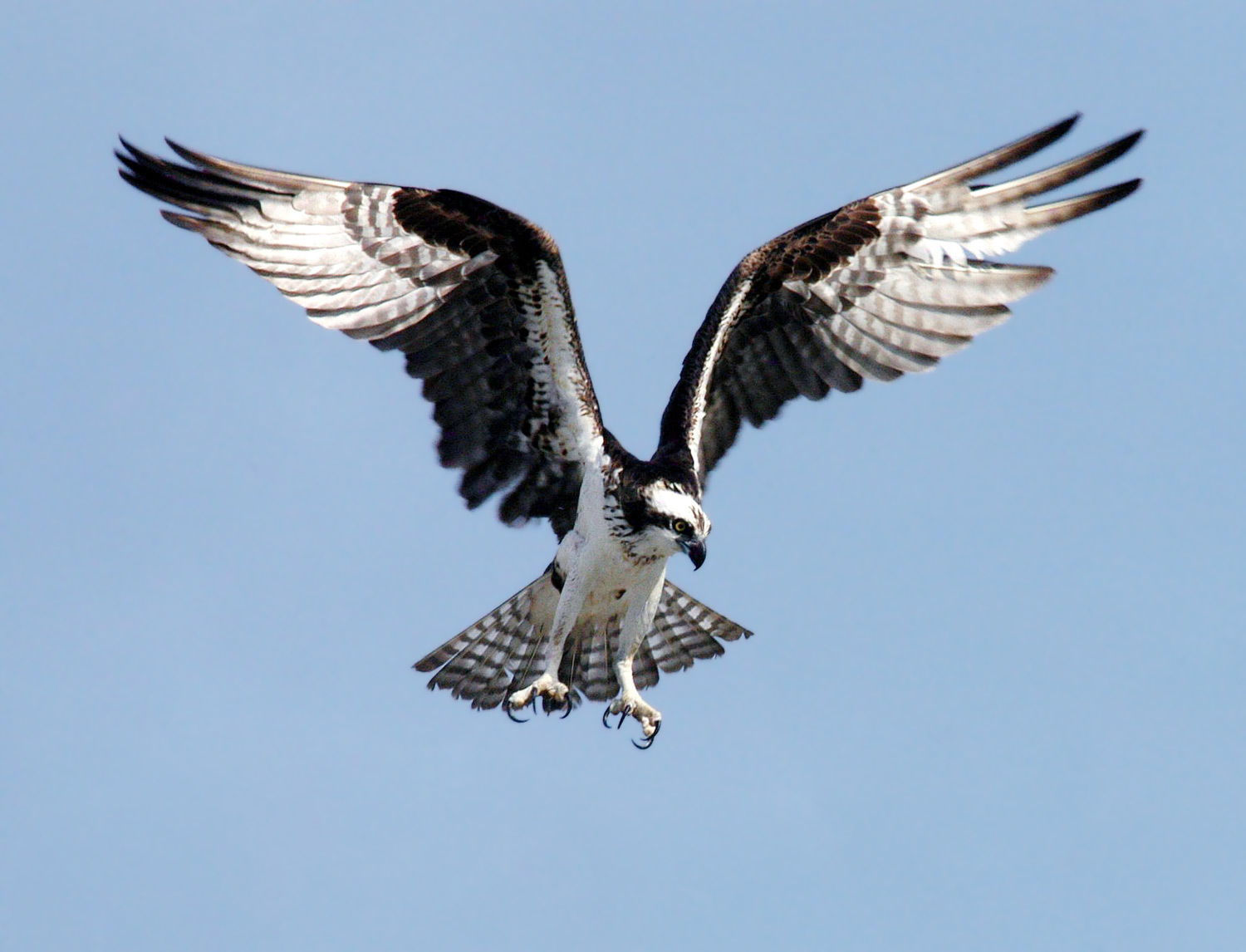
Orlovec říční

Následující seznam obsahuje druhy uvedené v Červené knize Ruské federace nebo na Červeném seznamu IUCN.

### Savci
- goral východní (Naemorhedus caudatus)
- kabar pižmový (Moschus moschiferus)
- kosatka dravá (Orcinus orca)
- lachtan ušatý (Eumetopias jubatus)
- medvěd ušatý (Ursus thibetanus)
- rosomák sibiřský (Gulo gulo)
- jelen sika Dybowského (Cervus nippon hortulorum)
- sviňucha běloploutvá (Phocoenoides dalli)
- tygr ussurijský (Panthera tigris ssp. altaica)

### Ptáci
- alkoun mramorovaný (Brachyramphus marmoratus)
- bekasina japonská (Gallinago hardwickii)
- čáp černý (Ciconia nigra)
- čáp východní (Ciconia boyciana)
- čírka sibiřská (Anas formosa)
- drop velký (Otis tarda dybowskii)
- husa malá (Anser erythropus)
- jeřáb bělošíjí (Grus vipio)
- jeřáb bílý (Grus leucogeranus)
- jeřáb kápový (Grus monacha)
- jeřáb panenský (Anthropoides virgo)
- jespák lžícozobý (Eurynorhynchus pygmeus)
- jestřábec východní (Butastur indicus)
- kachnička mandarinská (Aix galericulata)
- koliha východní (Numenius madagascariensis)
- kolpík bílý (Platalea leucorodia)
- kulík dlouhozobý (Charadrius placidus)
- morčák šupinatý (Mergus squamatus)
- orel horský (Spizaetus nipalensis)
- orel mořský (Haliaeetus albicilla)
- orel skalní (Aquila chrysaetos)
- orel východní (Haliaeetus pelagicus) – v rezervaci zimuje
- orlovec říční (Pandion haliaetus)
- pisila čáponohá (Himantopus himantopus)
- polák černohlavý (Aythya baeri)
- potáplice žlutozobá (Gavia adamsii)
- raroh lovecký (Falco rusticolus)
- sokol stěhovavý (Falco peregrinus)
- sup hnědý (Aegypius monachus)
- tenkozobec opačný (Recurvirostra avosetta)
- tetřívek sibiřský (Dendragapus falcipennis)
- ústřičník velký kamčatský (Haematopus ostralegus osculans)
- volavka prostřední (Egretta intermedia)
- volavka rusohlavá (Bubulcus ibis)
- volavka žlutozobá (Egretta eulophotes)
- výr Blakistonův (Bubo blakistoni)
- výr velký (Bubo bubo)

### Ryby
- hlavatka japonská (Parahucho perryi)
- jeseter sachalinský (Acipenser medirostris)
- vranka Czerského (Cottus czerskii)